# Стоянович, Деян
Деян Стоянович (макед. Дејан Стојановиќ; род. 19 июля 1993, Фельдкирх, Австрия) — австрийский футболист северомакедонского происхождения, вратарь клуба «Райндорф Альтах».

## Клубная карьера

### Начало карьеры
Начинал заниматься футболом в детской команде «Брегенца». В 2007 году перебрался в футбольную Академию федеральной земли Форарльберг.
С 2010 года начал привлекаться к тренировкам аффилированного клуба «Лустенау 07», выступавшего в Первой австрийской лиге. 28 мая 2010 года дебютировал в профессиональном футболе, отыграв полный матч против «Аустрии» (Лустенау) и помог своей команде победить (2:1). Сезон 2010/11 Деян начинал в качестве резервного вратаря, просидев в запасе первые 12 туров, но с ноября стал бессменным первым номером «Лустенау-07», сыграв в 23 играх чемпионата, в которых пропустил 37 мячей.

### «Болонья»
В августе 2011 года Стоянович переехал в Италию, подписав контракт с «Болоньей». В своем первом сезоне он выступал только за молодёжную команду в Примавере, сыграв 20 матчей и пропустив 25 мячей. 5 мая 2013 года дебютировал в основном составе «красно-синих» в 35-м туре Серии А против «Лацио», пропустив 6 мячей (0:6). В следующей игре против «Наполи», голкипер пропустил ещё 3 мяча, но в заключительных 2 играх сумел сохранить свои ворота в неприкосновенности.
В сезоне 2013/14 Деян провёл лишь одну игру в чемпионате, а его команда вылетела из Серии А. В сезоне 2014/15 он сыграл в Серии B 5 матчей за «Болонью», а также 2 игры на правах аренды за «Кротоне». По итогам чемпионата «Болонья» вернулась в Серию А, однако в следующем сезоне 2015/16 вратарь не сыграл ни одной игры и по окончании сезона покинул клуб.

### «Санкт-Галлен»
В августе 2016 года Стоянович перешёл в швейцарский «Санкт-Галлен». 17 сентября дебютировал в кубке Швейцарии против «Ле-Мона» (1:0), а 6 ноября впервые сыграл в Суперлиге в 14-м туре против «Лугано»(3:2). В своём первом сезоне Деян провёл 4 игры за «Санкт-Галлен» в чемпионате. В сезоне 2017/18 сыграл 13 матчей в Суперлиге, а сезоне 2018/19 наконец закрепился в качестве основного вратаря, сыграв 34 игры в лиге, 3 в кубке и 2 в Лиге Европы.

### «Мидлсбро»
Сыграв в первой половине сезона 2019/20 все 18 матчей, 16 января 2020 года Стоянович перешёл в английский «Мидлсбро», подписав контракт на 3,5 года. Сумма трансфера составила около £1 млн.
7 марта дебютировал в составе «речников» в 37-м туре Чемпионшипа против «Чарльтон Атлетик» (1:0).

## Карьера за сборную
В 2010−2011 годах привлекался в молодёжную сборную Македонии. В 2011 году поменял футбольное гражданство на австрийское, вызывался в юношескую сборную Австрии (до 19) на отборочные матчи Чемпионата Европы по футболу 2012 (до 19 лет).

## Достижения
«Болонья»
- Победитель плей-офф Серии B: 2014/15

## Личная жизнь
Отец — Ацо Стоянович (1965 г. р.), македонский футболист, нападающий. Выступал за «Брегенц», австрийские и швейцарские клубы. Завершил карьеру в 2007 году.
Старший брат — Стефан Стоянович (1990 г. р.), также занимался футболом, играл в низших австрийских лигах, завершил футбольную карьеру в 2016 году.